# فيصل الحدادي
فيصل الحدادي (ولد في 24 أبريل 1996 في الدار البيضاء، المغرب) لاعب كرة قدم مغربي يجيد اللعب في مركز الوسط المحوري وأيضا الوسط المدافع. يلعب حاليا لصالح البسيتين في الدوري البحريني الممتاز منذ 24 يناير 2024.

## المسيرة الرياضية

### الأندية
في 24 يناير 2024 انتقل الحدادي من شباب المحمدية المغربي إلى البسيتين البحريني في صفقة انتقال حر.